# Pudesjö
Pudesjö är en sjö i Svedala kommun i Skåne och ingår i Sege ås huvudavrinningsområde. Sjön är 6,2 meter djup, har en yta på 0,012 kvadratkilometer och befinner sig 45 meter över havet.
Pudesjö är en populär liten badsjö. Här finns bryggor, ett hopptorn och en liten, liten sandstrand. 